# Chromatomyia milii
Chromatomyia milii är en tvåvingeart som beskrevs av Johann Heinrich Kaltenbach 1864. Chromatomyia milii ingår i släktet Chromatomyia och familjen minerarflugor. Arten är reproducerande i Sverige. Inga underarter finns listade i Catalogue of Life.